# Rådhusrätt
Rådhusrätt eller rådstuvurätt, även rådsturätt,  kallades i Sverige och Finland tidigare underrätten i allmänna mål i städer till skillnad från underrätten på landet, häradsrätterna i varje domsaga.
Fram till 1800-talet var denna institution andra instans i städerna, medan den så kallade kämnärsrätten var första instans.

## Historik

### Sverige

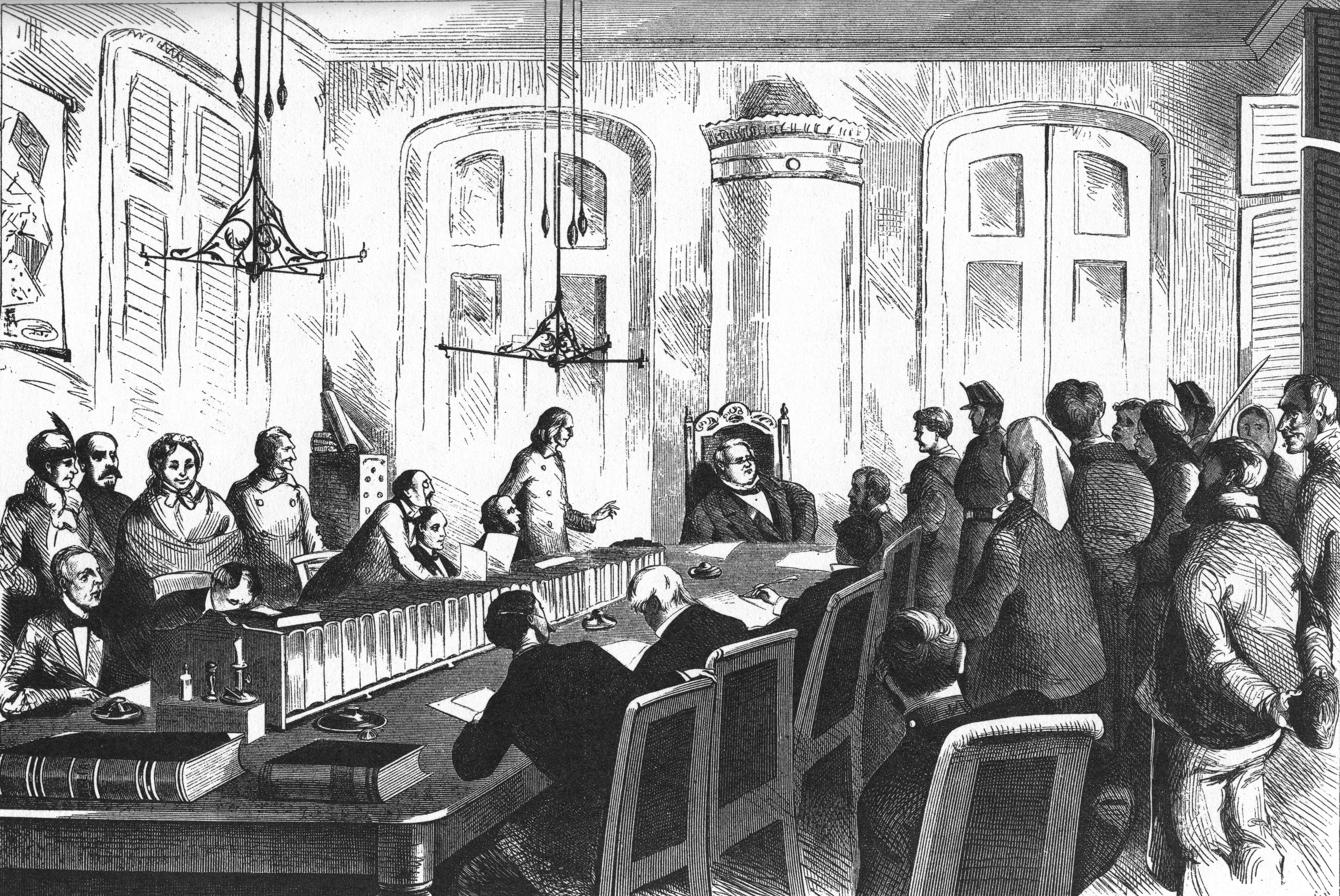
Session vid Stockholms rådhusrätt 1877.

I Sverige var det år 1901 endast städerna Borgholms stad och Haparanda stad som saknade egen jurisdiktion (domsrätt, det vill säga egen rådhusrätt). Av de kommuner som blev städer (stadskommuner) därefter var det endast Lysekil (1903) som fick rådhusrätt, övriga förblev under landsrätt. Flera rådhusrätter i mindre städer avvecklades också under åren. Listan över dem finns nedan, i kronologisk ordning:
| - Öregrund (1920) - Östhammar (1920) - Kungälv (1928) - Kungsbacka (1935) - Marstrand (1935) - Gränna (1936) - Falkenberg (1937) - Hedemora (1937) - Säter (1937) - Lysekil (1938) - Skövde (1938) - Örnsköldsvik (1938) - Arboga (1939) - Skänninge (1939) - Eksjö (1941) - Piteå (1943) - Ronneby (1944) - Simrishamn (1944) - Skara (1944) - Strömstad (1944) - Filipstad (1945) | - Hjo (1945) - Hudiksvall (1945) - Torshälla (1946) - Skanör med Falsterbo (1947) - Strängnäs (1947) - Söderköping (1947) - Trosa (1947) - Askersund (1948) - Laholm (1948) - Lindesberg (1948) - Mariefred (1948) - Norrtälje (1948) - Sigtuna (1948) - Ulricehamn (1948) - Vadstena (1948) - Vaxholm (1948) - Vimmerby (1948) - Åmål (1948) - Ängelholm (1948) - Sölvesborg (1949) - Karlshamn (1950) | - Nora (1951) - Falköping (1954) - Köping (1958) - Mariestad (1959) - Sala (1960) - Västervik (1960) - Ystad (1960) - Lidköping (1961) - Visby (1962) - Enköping (1963) - Trelleborg (1963) - Falun (1964) - Oskarshamn (1964) - Alingsås (1965) - Härnösand (1965) - Söderhamn (1965) - Kristianstad (1967) - Landskrona (1967) - Skellefteå (1967) - Nyköping (1969) - Vänersborg (1970) |

Rådhusrätterna förstatligades 1965 och endast 27 av dem fanns kvar vid utgången av år 1970 och då fanns de i princip i de största städerna (Borås, Eskilstuna, Helsingborg, Kristinehamn, Motala, Norrköping, Sundsvall, Södertälje, Uddevalla och Varberg) och i residensstäderna (Gävle, Göteborg, Halmstad, Jönköping, Kalmar, Karlskrona, Karlstad, Linköping, Luleå, Malmö, Stockholm, Umeå, Uppsala, Västerås, Växjö, Örebro och Östersund men inte Falun, Härnösand, Kristianstad, Mariestad, Nyköping, Visby och Vänersborg).
Samtliga svenska rådhusrätter i ersattes vid tingsrättsreformen i Sverige 1971 med tingsrätter. Detta som ett led i harmoniseringen av rättsväsendet i hela landet. Detta hade en klar koppling till den samma år vid den riksomfattande kommunreformen införda enhetliga kommuntypen.
Den domare som var chef för en rådhusrätt hade titeln borgmästare eller justitieborgmästare.

### Finland
Rådstuvurätt  var i Finland fram till 1993 benämning på allmän underrätt i så kallade "gamla städer". Liksom städerna som bildades i Sverige sedan 1910, nya städer bildats efter 1959 saknade egen jurisdiktion. Rådstuvurätterna förstatligades 1978. 1993 infördes den för tidigare häradsrätter och rådstuvurätter gemensamma benämningen tingsrätt.
I dessa finländska städer avvecklades rådstuvurätten före 1993, i kronologisk ordning:
- Ekenäs (1980)
- Mariehamn (1981)
- Kaskö (1982)
- Kristinestad (1982)
- Lovisa (1984)
- Nykarleby (1984)
- Heinola (1985)
- Torneå (1988)
- Idensalmi (1990)
- Borgå (1992)